# Raionul Horohiv, Volînia
Horohiv (în ucraineană Горохівський район, transliterat: Horohivskîi raion) este un raion în regiunea Volînia, Ucraina. Reședința sa este orașul Horohiv.

## Demografie
Componența lingvistică a raionului Horohiv
     Ucraineană (99,17%)
     Alte limbi (0,7%)
Conform recensământului din 2001, majoritatea populației raionului Horohiv era vorbitoare de ucraineană (99,17%), existând în minoritate și vorbitori de alte limbi.